# Élections municipales de 2017 dans Arthabaska
Pour un article plus général, voir Élections municipales de 2017 dans le Centre-du-Québec.
Cet article concerne les élections municipales de 2017 dans le Centre-du-Québec dans la municipalité régionale de comté d'Arthabaska.

## Chesterville
| Candidats pour la mairie     | Vote            | %               |
| ---------------------------- | --------------- | --------------- |
| Maryse Beauchesne (Sortante) | Sans opposition | Sans opposition |

| Candidats conseiller #1 | Vote            | %               |
| ----------------------- | --------------- | --------------- |
| Lawrence Hall           | Sans opposition | Sans opposition |

| Candidats conseiller #2     | Vote            | %               |
| --------------------------- | --------------- | --------------- |
| Frédéric Flibotte (Sortant) | Sans opposition | Sans opposition |

| Candidats conseiller #3 | Vote            | %               |
| ----------------------- | --------------- | --------------- |
| Marco Rousseau          | Sans opposition | Sans opposition |

| Candidats conseiller #4 | Vote            | %               |
| ----------------------- | --------------- | --------------- |
| Mylène Leclerc          | Sans opposition | Sans opposition |

| Candidats conseiller #5       | Vote            | %               |
| ----------------------------- | --------------- | --------------- |
| Geneviève Campagna (Sortante) | Sans opposition | Sans opposition |

| Candidats conseiller #6 | Vote | %     |
| ----------------------- | ---- | ----- |
| Gilles Fortier          | 144  | 57,60 |
| Yannick Lafontaine      | 106  | 42,40 |

- Démission de la mairesse Maryse Beauchesne, ainsi que de Mylène Leclerc (conseillère #4) et de Geneviève Campagna (conseillère #5) en mars 2019[1].
- Élection par acclamation de Vincent Desrochers au poste de maire et de Chantal Desharnais au poste de conseillère #4 en mai 2019[1].

| Candidats pour la mairie | Vote            | %               |
| ------------------------ | --------------- | --------------- |
| Vincent Desrochers       | Sans opposition | Sans opposition |

| Candidats conseiller #4 | Vote            | %               |
| ----------------------- | --------------- | --------------- |
| Chantal Desharnais      | Sans opposition | Sans opposition |

- Élection de James Desharnais au poste de conseiller #5 le 2 juin 2019[1],[2].

| Candidats conseiller #5 | Vote | %    |
| ----------------------- | ---- | ---- |
| Jasmin Desharnais       | 259  | 75,1 |
| Alexandre Verville      | 86   | 24,9 |

## Daveluyville
| Candidats pour la mairie       | Vote | %     |
| ------------------------------ | ---- | ----- |
| Ghyslain Noël (Sortant)        | 689  | 78,30 |
| Georges Crochetière            | 191  | 21,70 |
| Taux de participation : 46,1 % |      |       |

- Conseillers élus[3].

1. - Aucune candidature
2. - Denis Bergeron
3. - François Robidoux
4. - Aucune candidature
5. - Roland Ayotte
6. - Christine Gentes

- Steve Rheault et Alain Raymond entrent au conseil respectivement au poste de conseiller #1 et #4.
- Démission de Steve Rheault (conseiller #1) en juin 2018 en raison de son embauche par la ville[4],[5].
- Élection de Raynald Jean au poste de conseiller #1 le 30 septembre 2018[5].

| Candidats conseiller #1 | Vote       | %          |
| ----------------------- | ---------- | ---------- |
| Raynald Jean            | 246        | 59,85      |
| Denis Maheux            | 1665       | 40,15      |
| Participation           | 417 / 1914 | 417 / 1914 |
| Taux de participation   | 21,79 %    | 21,79 %    |

## Ham-Nord
| Candidats pour la mairie    | Vote            | %               |
| --------------------------- | --------------- | --------------- |
| François Marcotte (Sortant) | Sans opposition | Sans opposition |

| Candidats conseiller #1 | Vote            | %               |
| ----------------------- | --------------- | --------------- |
| Manon Côté (Sortante)   | Sans opposition | Sans opposition |

| Candidats conseiller #2 | Vote            | %               |
| ----------------------- | --------------- | --------------- |
| Steve Leblanc (Sortant) | Sans opposition | Sans opposition |

| Candidats conseiller #3    | Vote            | %               |
| -------------------------- | --------------- | --------------- |
| Dominic Lapointe (Sortant) | Sans opposition | Sans opposition |

| Candidats conseiller #4   | Vote            | %               |
| ------------------------- | --------------- | --------------- |
| Gilles Gauvreau (Sortant) | Sans opposition | Sans opposition |

| Candidats conseiller #5  | Vote            | %               |
| ------------------------ | --------------- | --------------- |
| Benoît Couture (Sortant) | Sans opposition | Sans opposition |

| Candidats conseiller #6   | Vote            | %               |
| ------------------------- | --------------- | --------------- |
| Rémi Beauchesne (Sortant) | Sans opposition | Sans opposition |

## Kingsey Falls
|             | Élection (2013)                                                                                  | Dissolution (2017)                                                                                | Élection (2017)                                                                                      |
| Maire       | Micheline Pinard-Lampron                                                                         | Micheline Pinard-Lampron                                                                          | Micheline Pinard-Lampron                                                                             |
| Conseillers | Christian Tisluck Christian Côté Alain Ducharme Marie-Josée Pleau Krystel Houle-Plante Luc Duval | Christian Tisluck Christian Côté Alain Ducharme Marie-Josée Pleau Krystel Houle-Plante Luc Duvale | Raymond Paillé Christian Côté Alain Ducharme Marie-Josée Pleau Krystel Houle-Plante Dominic Laquerre |

| Candidats pour la mairie            | Vote            | %               |
| ----------------------------------- | --------------- | --------------- |
| Micheline Pinard-Lampron (Sortante) | Sans opposition | Sans opposition |

| Candidats conseiller #1 | Vote | %     |
| ----------------------- | ---- | ----- |
| Raymond Paillé          | 245  | 55,06 |
| Éric St-Laurent         | 200  | 44,94 |

| Candidats conseiller #2  | Vote            | %               |
| ------------------------ | --------------- | --------------- |
| Christian Côté (Sortant) | Sans opposition | Sans opposition |

| Candidats conseiller #3  | Vote            | %               |
| ------------------------ | --------------- | --------------- |
| Alain Ducharme (Sortant) | Sans opposition | Sans opposition |

| Candidats conseiller #4      | Vote            | %               |
| ---------------------------- | --------------- | --------------- |
| Marie-Josée Pleau (Sortante) | Sans opposition | Sans opposition |

| Candidats conseiller #5         | Vote            | %               |
| ------------------------------- | --------------- | --------------- |
| Krystel Houle-Plante (Sortante) | Sans opposition | Sans opposition |

| Candidats conseiller #6 | Vote            | %               |
| ----------------------- | --------------- | --------------- |
| Dominic Laquerre        | Sans opposition | Sans opposition |

- Départ de Raymond Paillé (conseiller #1) à la fin 2020 ou début 2021.

## Maddington Falls
|             | Élection (2013)                                                                      | Dissolution (2017)                                                                   | Élection (2017)                                                                         |
| Maire       | Ghislain Brûlé                                                                       | Ghislain Brûlé                                                                       | Ghislain Brûlé                                                                          |
| Conseillers | Bernard Philipps Diane Mercier Alain Hamel Gaétan Légaré Patrice Morin André Rheault | Bernard Philipps Diane Mercier Alain Hamel Gaétan Légaré Patrice Morin André Rheault | Eve-Lyne Marcotte Fabien Pelletier Éric Girard Gaétan Légaré Denise Houle Diane Mercier |

| Partis                         | Partis              | Candidats pour la mairie                 | Vote | %     |
| ------------------------------ | ------------------- | ---------------------------------------- | ---- | ----- |
|                                | Équipe du Renouveau | Ghislain Brûlé (Sortant)                 | 157  | 52,15 |
|                                | Indépendant         | Patrice Morin (Sortant d'un autre poste) | 142  | 47,49 |
| Taux de participation : 84.4 % |                     |                                          |      |       |

| Partis | Partis              | Candidats conseiller #1 | Vote            | %               |
| ------ | ------------------- | ----------------------- | --------------- | --------------- |
|        | Équipe du Renouveau | Eve-Lyne Marcotte       | Sans opposition | Sans opposition |

| Partis | Partis              | Candidats conseiller #2 | Vote | %     |
| ------ | ------------------- | ----------------------- | ---- | ----- |
|        | Équipe du Renouveau | Fabien Pelletier        | 163  | 54,52 |
|        | Indépendant         | Ghislain Légaré         | 136  | 45,48 |

| Partis | Partis              | Candidats conseiller #3 | Vote            | %               |
| ------ | ------------------- | ----------------------- | --------------- | --------------- |
|        | Équipe du Renouveau | Éric Girard             | Sans opposition | Sans opposition |

| Partis | Partis              | Candidats conseiller #4 | Vote | %     |
| ------ | ------------------- | ----------------------- | ---- | ----- |
|        | Indépendant         | Gaétan Légaré (Sortant) | 172  | 57,53 |
|        | Équipe du Renouveau | Steven R. Deshaies      | 127  | 42,47 |

| Partis | Partis              | Candidats conseiller #5 | Vote | %     |
| ------ | ------------------- | ----------------------- | ---- | ----- |
|        | Indépendant         | Denise Houle            | 170  | 56,67 |
|        | Équipe du Renouveau | Jean-Marie Paillé       | 130  | 43,33 |

| Partis | Partis              | Candidats conseiller #6                     | Vote | %     |
| ------ | ------------------- | ------------------------------------------- | ---- | ----- |
|        | Équipe du Renouveau | Diane Mercier (Sortante d'un autre poste)   | 157  | 52,16 |
|        | Indépendant         | Bernard Philipps (Sortant d'un autre poste) | 144  | 47,84 |

- Démission de Diane Mercier (conseillère #6) peu avant le 3 novembre 2020[6].

## Notre-Dame-de-Ham
| Candidats pour la mairie       | Vote | %     |
| ------------------------------ | ---- | ----- |
| Luce Périard                   | 128  | 50,39 |
| France McSween (Sortante)      | 126  | 49,61 |
| Taux de participation : 73,6 % |      |       |

| Candidats conseiller #1 | Vote | %     |
| ----------------------- | ---- | ----- |
| Michel Roy              | 140  | 56,45 |
| Louise Paquette         | 108  | 43,55 |

| Candidats conseiller #2 | Vote | %     |
| ----------------------- | ---- | ----- |
| Lise Nolette (Sortante) | 127  | 50,80 |
| Pascal Vachon           | 123  | 49,20 |

| Candidats conseiller #3 | Vote | %     |
| ----------------------- | ---- | ----- |
| Jean-Marie Poulin       | 127  | 50,80 |
| Normand Paquette        | 123  | 49,20 |

| Candidats conseiller #4 | Vote            | %               |
| ----------------------- | --------------- | --------------- |
| Roseline Boucher        | Sans opposition | Sans opposition |

| Candidats conseiller #5  | Vote            | %               |
| ------------------------ | --------------- | --------------- |
| Nancy Delisle (Sortante) | Sans opposition | Sans opposition |

| Candidats conseiller #6    | Vote            | %               |
| -------------------------- | --------------- | --------------- |
| Jean-Luc Lavigne (Sortant) | Sans opposition | Sans opposition |

- Démission de Michel Roy (conseiller #1) le 5 octobre 2020[7].
- Démission de Roseline Boucher (conseillère #4) le 5 octobre 2020[8].

## Saint-Albert
| Candidats pour la mairie  | Vote            | %               |
| ------------------------- | --------------- | --------------- |
| Alain St-Pierre (Sortant) | Sans opposition | Sans opposition |

| Candidats conseiller #1    | Vote            | %               |
| -------------------------- | --------------- | --------------- |
| Dominique Poulin (Sortant) | Sans opposition | Sans opposition |

| Candidats conseiller #2 | Vote            | %               |
| ----------------------- | --------------- | --------------- |
| Mélanie Vogt (Sortante) | Sans opposition | Sans opposition |

| Candidats conseiller #3 | Vote            | %               |
| ----------------------- | --------------- | --------------- |
| Jean-Philippe Bibeau    | Sans opposition | Sans opposition |

| Candidats conseiller #4 | Vote            | %               |
| ----------------------- | --------------- | --------------- |
| Nicolas Labbé           | Sans opposition | Sans opposition |

| Candidats conseiller #5      | Vote            | %               |
| ---------------------------- | --------------- | --------------- |
| Alexandre Bergeron (Sortant) | Sans opposition | Sans opposition |

| Candidats conseiller #6  | Vote            | %               |
| ------------------------ | --------------- | --------------- |
| Diane Kirouac (Sortante) | Sans opposition | Sans opposition |

## Saint-Christophe-d'Arthabaska
| Candidats pour la mairie    | Vote            | %               |
| --------------------------- | --------------- | --------------- |
| Michel Larochelle (Sortant) | Sans opposition | Sans opposition |

| Candidats district #1                         | Vote            | %               |
| --------------------------------------------- | --------------- | --------------- |
| Stéphane Bilodeau (Sortante d'un autre poste) | Sans opposition | Sans opposition |

| Candidats district #2        | Vote            | %               |
| ---------------------------- | --------------- | --------------- |
| Bertrand Martineau (Sortant) | Sans opposition | Sans opposition |

| Candidats district #3      | Vote            | %               |
| -------------------------- | --------------- | --------------- |
| Diane L. Gagnon (Sortante) | Sans opposition | Sans opposition |

| Candidats district #4     | Vote            | %               |
| ------------------------- | --------------- | --------------- |
| Simon Arsenault (Sortant) | Sans opposition | Sans opposition |

| Candidats district #5 | Vote            | %               |
| --------------------- | --------------- | --------------- |
| Dominique Blanchette  | Sans opposition | Sans opposition |

| Candidats district #6      | Vote            | %               |
| -------------------------- | --------------- | --------------- |
| Réjean Arsenault (Sortant) | Sans opposition | Sans opposition |

- Démission de Stéphane Bilodeau (conseiller district #1) peu avant le 3 septembre 2019[9].
- Élection de Johanne Therrien au poste de conseillère du district #1 en décembre 2019[10].

| Candidats district #1 | Vote | %   |
| --------------------- | ---- | --- |
| Johanne Therrien      | n/d  | n/d |

- Départ de Diane L. Gagnon (conseillère district #3) en après le 18 mai 2021.

## Saint-Louis-de-Blandford
| Candidats pour la mairie       | Vote | %     |
| ------------------------------ | ---- | ----- |
| Gilles Marchand (Sortant)      | 242  | 55,13 |
| Christian Martin               | 197  | 44,87 |
| Taux de participation : 39,6 % |      |       |

| Candidats conseiller #1            | Vote            | %               |
| ---------------------------------- | --------------- | --------------- |
| Jean-François Desrosiers (Sortant) | Sans opposition | Sans opposition |

| Candidats conseiller #2 | Vote | %     |
| ----------------------- | ---- | ----- |
| Marc Bédard             | 222  | 52,11 |
| Nancy Croteau           | 204  | 47,89 |

| Candidats conseiller #3    | Vote            | %               |
| -------------------------- | --------------- | --------------- |
| Sylvain Gélinas (Sortante) | Sans opposition | Sans opposition |

| Candidats conseiller #4     | Vote            | %               |
| --------------------------- | --------------- | --------------- |
| Nicolas Dufresne (Sortante) | Sans opposition | Sans opposition |

| Candidats conseiller #5 | Vote            | %               |
| ----------------------- | --------------- | --------------- |
| Lise Dubuc (Sortante)   | Sans opposition | Sans opposition |

| Candidats conseiller #6 | Vote | %     |
| ----------------------- | ---- | ----- |
| Patricia Hamel          | 240  | 57,69 |
| Jonathan Provencher     | 176  | 42,31 |

- Démission de Lise Dubuc (conseillère #5), après six ans à siéger au conseil municipal, en raison d'un malaise avec le climat au conseil en janvier 2018[11].
- Mathieu Malenfant occupe le siège de conseiller #5 en cours de mandat.

| Candidats conseiller #5 | Vote | %   |
| ----------------------- | ---- | --- |
| Mathieu Malenfant       | n/d  | n/d |

- Démission de la conseillère Sylvie Gélinas (conseillère #3) en été/automne 2019 et du maire Gilles Marchand le 24 octobre 2019[12]
  - Marc Bédard (conseiller #2) est agit à titre de maire suppléant[13]
- Démission du conseiller du district #4, Nicolas Dufresne, le 25 octobre 2019[12]
- Élection par acclamation de Daniel Morin en novembre 2019[14].

| Candidats conseiller #4 | Vote            | %               |
| ----------------------- | --------------- | --------------- |
| Daniel Morin            | Sans opposition | Sans opposition |

- Élection de Yvon Barrette au poste de maire et de François-Michel Bonneau-Leclerc au poste de conseiller #4 le 15 décembre 2019[12]

| Candidats pour la mairie                    | Vote | %     |
| ------------------------------------------- | ---- | ----- |
| Yvon Barrette                               | 205  | 62,12 |
| Nicolas Dufresne (Sortant d'un autre poste) | 125  | 37,88 |
| Taux de participation : 330 / 836 (39,47 %) |      |       |

| Candidats conseiller #3                     | Vote | %     |
| ------------------------------------------- | ---- | ----- |
| François-Michel Bonneau-Leclerc             | 136  | 41,59 |
| Yvon Carle                                  | 133  | 40,67 |
| Xavier Boucher                              | 58   | 17,74 |
| Taux de participation : 327 / 833 (39,26 %) |      |       |

## Saint-Norbert-d'Arthabaska
| Candidats pour la mairie       | Vote | %     |
| ------------------------------ | ---- | ----- |
| Jean-François Pinard           | 467  | 81,36 |
| Jean-Claude Labbé              | 107  | 18,64 |
| Taux de participation : 60,3 % |      |       |

| Candidats conseiller #1 | Vote            | %               |
| ----------------------- | --------------- | --------------- |
| Mario Boilard (Sortant) | Sans opposition | Sans opposition |

| Candidats conseiller #2 | Vote | %     |
| ----------------------- | ---- | ----- |
| Pascal Marcoux          | 326  | 57,19 |
| Daniel Moreau (Sortant) | 244  | 42,81 |

| Candidats conseiller #3 | Vote | %     |
| ----------------------- | ---- | ----- |
| Jacques Landry          | 336  | 58,95 |
| Robert Morissette       | 234  | 41,05 |

| Candidats conseiller #4 | Vote | %     |
| ----------------------- | ---- | ----- |
| Richard Labonté         | 307  | 53,86 |
| Marc Bussières          | 263  | 46,14 |

| Candidats conseiller #5     | Vote | %     |
| --------------------------- | ---- | ----- |
| Marcel Bélanger             | 351  | 61,04 |
| Alexandre Gardner (Sortant) | 224  | 38,96 |

| Candidats conseiller #6 | Vote            | %               |
| ----------------------- | --------------- | --------------- |
| Stéphane Lambert        | Sans opposition | Sans opposition |

- Élection partielle au poste de maire et de conseiller #5, initialement le 26 avril 2020, mais reportée en raison de la pandémie de COVID-19[15].
  - Nécessaire en raison de la démission, en février 2020, du maire Jean-François Pinard en raison d'un manque d'impact de son leadership[16] et de la démission du conseiller #5, Marcel Bélanger, pour se présenter à la mairie.
  - Élection de Marcel Bélanger au poste de maire et de Claude Beauchesne au poste de conseiller #5.

| Candidats pour la mairie | Vote | %   |
| ------------------------ | ---- | --- |
| Marcel Bélanger          | n/d  | n/d |

| Candidats conseiller #5 | Vote | %   |
| ----------------------- | ---- | --- |
| Claude Beauchesne       | n/d  | n/d |

## Saint-Rosaire
| Candidats pour la mairie       | Vote | %     |
| ------------------------------ | ---- | ----- |
| Harold Poisson (Sortant)       | 262  | 65,50 |
| Marc-André Gauthier            | 138  | 34,50 |
| Taux de participation : 60,2 % |      |       |

| Candidats conseiller #1 | Vote            | %               |
| ----------------------- | --------------- | --------------- |
| Éric Bergeron (Sortant) | Sans opposition | Sans opposition |

| Candidats conseiller #2 | Vote            | %               |
| ----------------------- | --------------- | --------------- |
| Cynthia St-Pierre       | Sans opposition | Sans opposition |

| Candidats conseiller #3 | Vote            | %               |
| ----------------------- | --------------- | --------------- |
| Jean-Philippe Bouffard  | Sans opposition | Sans opposition |

| Candidats conseiller #4   | Vote            | %               |
| ------------------------- | --------------- | --------------- |
| Johanne Gagnon (Sortante) | Sans opposition | Sans opposition |

| Candidats conseiller #5 | Vote            | %               |
| ----------------------- | --------------- | --------------- |
| Ghislain Vachon         | Sans opposition | Sans opposition |

| Candidats conseiller #6 | Vote            | %               |
| ----------------------- | --------------- | --------------- |
| Marc Lavigne (Sortant)  | Sans opposition | Sans opposition |

- Démission de Marc Lavigne (conseiller #6) en raison de son déménagement hors de la municipalité le 7 juin 2019[17].
- Élection d'Alexandra Champagne au poste de conseillère #6 le 9 septembre 2019[18].

| Candidats conseiller #6 | Vote | %   |
| ----------------------- | ---- | --- |
| Alexandra Champagne     | n/d  | n/d |

## Saint-Rémi-de-Tingwick
| Candidats pour la mairie       | Vote | %      |
| ------------------------------ | ---- | ------ |
| Mario Nolin                    | 185  | '57,18 |
| Marc Parent                    | 135  | 42,19  |
| Taux de participation : 75,4 % |      |        |

| Candidats conseiller #1 | Vote            | %               |
| ----------------------- | --------------- | --------------- |
| Alain Groleau           | Sans opposition | Sans opposition |

| Candidats conseiller #2 | Vote | %     |
| ----------------------- | ---- | ----- |
| Charles Luneau          | 184  | 56,97 |
| Jean-Claude Perreault   | 139  | 43,03 |

| Candidats conseiller #3 | Vote            | %               |
| ----------------------- | --------------- | --------------- |
| Marco Couture           | Sans opposition | Sans opposition |

| Candidats conseiller #4 | Vote            | %               |
| ----------------------- | --------------- | --------------- |
| Pierre Auger (Sortant)  | Sans opposition | Sans opposition |

| Candidats conseiller #5   | Vote | %     |
| ------------------------- | ---- | ----- |
| Brigitte Nadeau           | 191  | 59,13 |
| Richard Roberge (Sortant) | 132  | 40,87 |

| Candidats conseiller #6  | Vote            | %               |
| ------------------------ | --------------- | --------------- |
| Normand Paquin (Sortant) | Sans opposition | Sans opposition |

## Saint-Samuel
| Candidats pour la mairie | Vote            | %               |
| ------------------------ | --------------- | --------------- |
| Denis Lampron (Sortant)  | Sans opposition | Sans opposition |

| Candidats conseiller #1 | Vote            | %               |
| ----------------------- | --------------- | --------------- |
| Sandra Lampron          | Sans opposition | Sans opposition |

| Candidats conseiller #2     | Vote            | %               |
| --------------------------- | --------------- | --------------- |
| Grégoire Bergeron (Sortant) | Sans opposition | Sans opposition |

| Candidats conseiller #3 | Vote            | %               |
| ----------------------- | --------------- | --------------- |
| Patrick Mathis          | Sans opposition | Sans opposition |

| Candidats conseiller #4 | Vote            | %               |
| ----------------------- | --------------- | --------------- |
| Claudia Doucet          | Sans opposition | Sans opposition |

| Candidats conseiller #5 | Vote            | %               |
| ----------------------- | --------------- | --------------- |
| Léo Gauthier (Sortant)  | Sans opposition | Sans opposition |

| Candidats conseiller #6 | Vote | %     |
| ----------------------- | ---- | ----- |
| Martin Tourigny         | 240  | 73,62 |
| Micheline Janelle       | 86   | 26,38 |

- Élection partielle au poste de maire à la suite de la démission du maire Denis Lampron le 11 janvier 2019[19].
  - Élection par acclamation de Camille Desmarais le 26 février 2019[20].

| Candidats pour la mairie | Vote            | %               |
| ------------------------ | --------------- | --------------- |
| Camille Desmarais        | Sans opposition | Sans opposition |

- Démission de Léo Gauthier (conseiller #5) en juin 2021[21].
- Décès du maire Camille Desmarais le 30 juin 2021[22].
  - L'intérim est assuré par Grégoire Bergeron (conseiller #2) à titre de pro-maire[23].

## Saint-Valère
| Candidats pour la mairie       | Vote | %      |
| ------------------------------ | ---- | ------ |
| Marc Plante                    | 300  | '55,15 |
| Louis Hébert (Sortant)         | 244  | 44,85  |
| Taux de participation : 53,1 % |      |        |

| Candidats conseiller #1 | Vote            | %               |
| ----------------------- | --------------- | --------------- |
| Guy Dupuis              | Sans opposition | Sans opposition |

| Candidats conseiller #2 | Vote            | %               |
| ----------------------- | --------------- | --------------- |
| Yvon Martel (Sortant)   | Sans opposition | Sans opposition |

| Candidats conseiller #3 | Vote            | %               |
| ----------------------- | --------------- | --------------- |
| Éric Morissette         | Sans opposition | Sans opposition |

| Candidats conseiller #4  | Vote            | %               |
| ------------------------ | --------------- | --------------- |
| Denis Bergeron (Sortant) | Sans opposition | Sans opposition |

| Candidats conseiller #5     | Vote            | %               |
| --------------------------- | --------------- | --------------- |
| Marcel Larochelle (Sortant) | Sans opposition | Sans opposition |

| Candidats conseiller #6 | Vote            | %               |
| ----------------------- | --------------- | --------------- |
| Valérie Fortier         | Sans opposition | Sans opposition |

## Sainte-Clotilde-de-Horton
| Candidats pour la mairie | Vote            | %               |
| ------------------------ | --------------- | --------------- |
| Simon Boucher (Sortant)  | Sans opposition | Sans opposition |

| Candidats conseiller #1  | Vote            | %               |
| ------------------------ | --------------- | --------------- |
| Patrice Pinard (Sortant) | Sans opposition | Sans opposition |

| Candidats conseiller #2 | Vote            | %               |
| ----------------------- | --------------- | --------------- |
| Yanick Blier (Sortant)  | Sans opposition | Sans opposition |

| Candidats conseiller #3  | Vote            | %               |
| ------------------------ | --------------- | --------------- |
| Michel Bernier (Sortant) | Sans opposition | Sans opposition |

| Candidats conseiller #4 | Vote            | %               |
| ----------------------- | --------------- | --------------- |
| Julie Ricard (Sortante) | Sans opposition | Sans opposition |

| Candidats conseiller #5    | Vote            | %               |
| -------------------------- | --------------- | --------------- |
| Nathalie Tablot (Sortante) | Sans opposition | Sans opposition |

| Candidats conseiller #6 | Vote            | %               |
| ----------------------- | --------------- | --------------- |
| Steve Therion           | Sans opposition | Sans opposition |

- Démission du maire Simon Boucher le 19 juillet 2021[24].
- Nomination de de Yanick Blier, conseiller #2, au poste de maire jusqu'à l'élection municipale de 2021[24].

| Candidats pour la mairie                | Vote            | %               |
| --------------------------------------- | --------------- | --------------- |
| Yanick Blier (Sortant d'un autre poste) | Sans opposition | Sans opposition |

## Sainte-Hélène-de-Chester
|             | Élection (2013)                                                                             | Dissolution (2013)                                                                          | Élection (2017)                                                                                    |
| Maire       | Lionel Fréchette                                                                            | Simon Brunelle                                                                              | Simon Brunelle                                                                                     |
| Conseillers | Pierre Goulet Claudelle Côté Pierre Vaillancourt Yvan Riopel Ginette Lambert Robert Allaire | Pierre Goulet Claudelle Côté Pierre Vaillancourt Yvan Riopel Ginette Lambert Robert Allaire | André Thibodeau Claudette Côté Pierre Vaillancourt Mélanie Houle Joël Lemieux-Gagné Robert Allaire |

| Candidats pour la mairie   | Vote            | %               |
| -------------------------- | --------------- | --------------- |
| Lionel Fréchette (Sortant) | Sans opposition | Sans opposition |

| Candidats conseiller #1 | Vote            | %               |
| ----------------------- | --------------- | --------------- |
| André Thibodeau         | Sans opposition | Sans opposition |

| Candidats conseiller #2   | Vote            | %               |
| ------------------------- | --------------- | --------------- |
| Claudelle Côté (Sortante) | Sans opposition | Sans opposition |

| Candidats conseiller #3       | Vote            | %               |
| ----------------------------- | --------------- | --------------- |
| Pierre Vaillancourt (Sortant) | Sans opposition | Sans opposition |

| Candidats conseiller #4 | Vote            | %               |
| ----------------------- | --------------- | --------------- |
| Mélanie Houle           | Sans opposition | Sans opposition |

| Candidats conseiller #5 | Vote            | %               |
| ----------------------- | --------------- | --------------- |
| Joël Lemieux-Gagné      | Sans opposition | Sans opposition |

| Candidats conseiller #6  | Vote            | %               |
| ------------------------ | --------------- | --------------- |
| Robert Allaire (Sortant) | Sans opposition | Sans opposition |

- Démission de Claudelle Côté (conseillère #2) le 29 novembre 2018[25].
- Christian Massé entre au conseil au poste de conseiller #2 à partir du 4 mars 2019[26].

| Candidats conseiller #2 | Vote | %   |
| ----------------------- | ---- | --- |
| Christian Massé         | n/d  | n/d |

- Démission de Pierre Vaillancourt (conseiller #3) le 26 août 2019[27].
- Isabelle Meunier entre au conseil au poste de conseillère #3 à partir du 5 novembre 2019[28].

| Candidats conseiller #3 | Vote | %   |
| ----------------------- | ---- | --- |
| Isabelle Meunier        | n/d  | n/d |

- Démission de Mélanie Houle (conseillère #4) le 31 décembre 2019[29].
- Catherine Belleau-Arsenault entre au conseil au poste de conseillère #4 à partir du 7 avril 2020[30].

| Candidats conseiller #4     | Vote | %   |
| --------------------------- | ---- | --- |
| Catherine Belleau-Arsenault | n/d  | n/d |

## Sainte-Séraphine
| Candidats pour la mairie | Vote            | %               |
| ------------------------ | --------------- | --------------- |
| David Vincent (Sortant)  | Sans opposition | Sans opposition |

| Candidats conseiller #1 | Vote            | %               |
| ----------------------- | --------------- | --------------- |
| Justin Allard           | Sans opposition | Sans opposition |

| Candidats conseiller #2    | Vote            | %               |
| -------------------------- | --------------- | --------------- |
| Alexandre Talbot (Sortant) | Sans opposition | Sans opposition |

| Candidats conseiller #3  | Vote            | %               |
| ------------------------ | --------------- | --------------- |
| Sylvain Plante (Sortant) | Sans opposition | Sans opposition |

| Candidats conseiller #4 | Vote            | %               |
| ----------------------- | --------------- | --------------- |
| Marjorie Gagnon         | Sans opposition | Sans opposition |

| Candidats conseiller #5 | Vote | %     |
| ----------------------- | ---- | ----- |
| Christiane Ouellette    | 73   | 44,27 |
| Sylvie Tyers            | 58   | 44,27 |

| Candidats conseiller #6   | Vote            | %               |
| ------------------------- | --------------- | --------------- |
| Martial Vincent (Sortant) | Sans opposition | Sans opposition |

## Sainte-Élizabeth-de-Warwick
| Candidats pour la mairie   | Vote            | %               |
| -------------------------- | --------------- | --------------- |
| Jeannine Moisan (Sortante) | Sans opposition | Sans opposition |

| Candidats conseiller #1       | Vote            | %               |
| ----------------------------- | --------------- | --------------- |
| Stéphanie Laplante (Sortante) | Sans opposition | Sans opposition |

| Candidats conseiller #2   | Vote            | %               |
| ------------------------- | --------------- | --------------- |
| Baptiste Cinter (Sortant) | Sans opposition | Sans opposition |

| Candidats conseiller #3 | Vote            | %               |
| ----------------------- | --------------- | --------------- |
| Véronique Desrochers    | Sans opposition | Sans opposition |

| Candidats conseiller #4 | Vote            | %               |
| ----------------------- | --------------- | --------------- |
| Claire Rioux (Sortante) | Sans opposition | Sans opposition |

| Candidats conseiller #5 | Vote            | %               |
| ----------------------- | --------------- | --------------- |
| Joannie Martin          | Sans opposition | Sans opposition |

| Candidats conseiller #6 | Vote            | %               |
| ----------------------- | --------------- | --------------- |
| André Bougie (Sortant)  | Sans opposition | Sans opposition |

- Nancy Grimard remplace Joannie Martin au poste de conseiller #5 en cours de mandat.

| Candidats conseiller #5 | Vote | %   |
| ----------------------- | ---- | --- |
| Nancy Grimard           | n/d  | n/d |

- Véronique Desrochers (conseillère #3) quitte son poste en cours de mandat.

## Saints-Martyrs-Canadiens
|             | Élection (2013)                                                                           | Dissolution (2017)                                                                 | Élection (2017)                                                                          |
| Maire       | André Henri                                                                               | André Henri                                                                        | André Henri                                                                              |
| Conseillers | Michel Prince Christine Marchand Remy Larouche Serge Breton Michel Dumont Pierre Boisvert | Michel Prince Christine Marchand Remy Larouche Serge Breton Vacant Pierre Boisvert | Michel Prince Christine Marchand Rémy Larouche Claude Caron Jonatan Roux Gilles Gosselin |

| Candidats pour la mairie       | Vote | %     |
| ------------------------------ | ---- | ----- |
| André Henri (Sortant)          | 217  | 74,32 |
| Jacques Parenteau              | 75   | 25,68 |
| Taux de participation : 77,7 % |      |       |

| Candidats conseiller #1 | Vote            | %               |
| ----------------------- | --------------- | --------------- |
| Michel Prince (Sortant) | Sans opposition | Sans opposition |

| Candidats conseiller #2       | Vote            | %               |
| ----------------------------- | --------------- | --------------- |
| Christine Marchand (Sortante) | Sans opposition | Sans opposition |

| Candidats conseiller #3 | Vote | %     |
| ----------------------- | ---- | ----- |
| Rémy Larouche (Sortant) | 191  | 66,78 |
| Jean-Charles Pelland    | 95   | 32,22 |

| Candidats conseiller #4 | Vote | %     |
| ----------------------- | ---- | ----- |
| Claude Caron            | 204  | 69,86 |
| Serge Breton (Sortant)  | 88   | 30,14 |

| Candidats conseiller #5 | Vote | %     |
| ----------------------- | ---- | ----- |
| Jonatan Roux            | 146  | 51,23 |
| Denis Perreault         | 139  | 48,77 |

| Candidats conseiller #6   | Vote | %     |
| ------------------------- | ---- | ----- |
| Gilles Gosselin           | 193  | 67,72 |
| Pierre Boisvert (Sortant) | 92   | 32,28 |

- Démission de Rémy Larouche (conseiller #3) peu avant le 5 novembre 2018[31].
- Laurent Garneau entre au conseil municipal au poste de conseiller #3 le 1er avril 2019[32].

| Candidats conseiller #3 | Vote | %   |
| ----------------------- | ---- | --- |
| Laurent Garneau         | n/d  | n/d |

## Tingwick
|             | Élection (2013)                                                                                                  | Dissolution (2017)                                                                                      | Élection (2017)                                                                                             |
| Maire       | Réal Fortin | Réal Fortin                                                                                             | Réal Fortin                                                                                                 |
| Conseillers | Marcel (Bill) Langlois Ghislain (Méo) Gagnon Gaston Simoneau Guillaume Hinse Gervais Ouellette Suzanne Forestier | Marcel (Bill) Langlois Ghislain (Méo) Gagnon Vacant Guillaume Hinse Gervais Ouellette Suzanne Forestier | Gervais Ouellette Ghislain Gagnon Pierre Lessard Marjolaine Vaudreuil Ginette Chapdelaine Pierre-André Arès |

| Candidats pour la mairie       | Vote | %    |
| ------------------------------ | ---- | ---- |
| Réal Fortin (Sortant)          | 491  | 85,1 |
| Nancy Paquin-Mac Duff          | 86   | 14,9 |
| Taux de participation : 50,6 % |      |      |

| Candidats conseiller #1                      | Vote            | %               |
| -------------------------------------------- | --------------- | --------------- |
| Gervais Ouellette (Sortant d'un autre poste) | Sans opposition | Sans opposition |

| Candidats conseiller #2   | Vote            | %               |
| ------------------------- | --------------- | --------------- |
| Ghislain Gagnon (Sortant) | Sans opposition | Sans opposition |

| Candidats conseiller #3 | Vote | %     |
| ----------------------- | ---- | ----- |
| Pierre Lessard          | 332  | 58,55 |
| François Charette       | 235  | 41,45 |

| Candidats conseiller #4         | Vote | %     |
| ------------------------------- | ---- | ----- |
| Marjolaine Vaudreuil (Sortante) | 428  | 74,31 |
| Mathieu Gagné                   | 148  | 25,69 |

| Candidats conseiller #5 | Vote            | %               |
| ----------------------- | --------------- | --------------- |
| Ginette Chapdelaine     | Sans opposition | Sans opposition |

| Candidats conseiller #6 | Vote            | %               |
| ----------------------- | --------------- | --------------- |
| Pierre-André Arès       | Sans opposition | Sans opposition |

- Vacances du poste de conseillère #5 alors occupé par Ginette Chapdelaine le 5 août 2019[33].
- Élection de Céline P. Langlois au poste de conseillère #5 peu avant le 7 octobre 2019[34].

| Candidats conseiller #5 | Vote | %   |
| ----------------------- | ---- | --- |
| Céline P. Langlois      | n/d  | n/d |

- Démission de Ghislain Gagnon (conseiller #2) le 31 décembre 2019[35].

## Victoriaville
| Candidats pour la mairie       | Vote   | %       |
| ------------------------------ | ------ | ------- |
| André Bellavance (Sortant)     | 13 936 | 96,93 % |
| Jean Roy                       | 441    | 3,07 %  |
| Taux de participation : 40,0 % |        |         |

| Candidats district du Parc-de-L'Amitié (1) | Vote            | %               |
| ------------------------------------------ | --------------- | --------------- |
| Caroline Pilon (Sortante)                  | Sans opposition | Sans opposition |

| Candidats district du Parc-de-L'Île (2) | Vote  | %     |
| --------------------------------------- | ----- | ----- |
| Benoit Gauthier (Sortant)               | 1 279 | 18,01 |
| Simon Roux                              | 281   | 21,85 |

| Candidats district Charles-Édouard-Mailhot (3) | Vote  | %     |
| ---------------------------------------------- | ----- | ----- |
| Patrick Paulin (Sortant)                       | 1 100 | 78,35 |
| Luc Richard                                    | 304   | 21,65 |

| Candidats district de Sainte-Famille (4) | Vote            | %               |
| ---------------------------------------- | --------------- | --------------- |
| Alexandre Côté (Sortant)                 | Sans opposition | Sans opposition |

| Candidats district Parc-Terre-des-Jeunes (5) | Vote | %     |
| -------------------------------------------- | ---- | ----- |
| Yanick Poisson                               | 628  | 40,99 |
| Robert Jutras                                | 402  | 26,24 |
| Caroline Moreau                              | 396  | 25,85 |
| Marilyn Bergeron                             | 106  | 6,92  |

| Candidats district du Parc-Victoria (6) | Vote | %     |
| --------------------------------------- | ---- | ----- |
| Marc Morin (Sortant)                    | 720  | 52,67 |
| Michel Patry                            | 331  | 24,21 |
| Henri Dusseault                         | 316  | 23,12 |

| Candidats district de Sainte-Victoire (7) | Vote | %     |
| ----------------------------------------- | ---- | ----- |
| Yannick Fréchette                         | 793  | 53,04 |
| Yves Bernier                              | 641  | 42,88 |
| François Hébert                           | 61   | 4,08  |

| Candidats district d'Arthabaska-Nord (8) | Vote  | %     |
| ---------------------------------------- | ----- | ----- |
| Chantal Moreau                           | 1 010 | 68,99 |
| Sophie Harvey                            | 454   | 31,01 |

| Candidats district d'Arthabaska-Ouest (9) | Vote            | %               |
| ----------------------------------------- | --------------- | --------------- |
| Michael Provencher (Sortant)              | Sans opposition | Sans opposition |

| Candidats district d'Arthabaska-Est (10) | Vote | %     |
| ---------------------------------------- | ---- | ----- |
| Sophie Lambert                           | 718  | 45,70 |
| Guy Houle                                | 714  | 45,45 |
| Roch Simard                              | 139  | 8,85  |

## Warwick
| Candidats pour la mairie | Vote            | %               |
| ------------------------ | --------------- | --------------- |
| Diego Scalzo (Sortant)   | Sans opposition | Sans opposition |

| Candidats conseiller #1  | Vote            | %               |
| ------------------------ | --------------- | --------------- |
| Charles Martel (Sortant) | Sans opposition | Sans opposition |

| Candidats conseiller #2   | Vote            | %               |
| ------------------------- | --------------- | --------------- |
| Noëlla Comtois (Sortante) | Sans opposition | Sans opposition |

| Candidats conseiller #3 | Vote | %     |
| ----------------------- | ---- | ----- |
| Amélia Hinse            | 763  | 63,37 |
| Diane Lefort            | 441  | 36,63 |

| Candidats conseiller #4  | Vote            | %               |
| ------------------------ | --------------- | --------------- |
| Pascal Lambert (Sortant) | Sans opposition | Sans opposition |

| Candidats conseiller #5    | Vote            | %               |
| -------------------------- | --------------- | --------------- |
| Martin Vaudreuil (Sortant) | Sans opposition | Sans opposition |

| Candidats conseiller #6    | Vote            | %               |
| -------------------------- | --------------- | --------------- |
| Étienne Bergeron (Sortant) | Sans opposition | Sans opposition |